# Resolutie 1990 Veiligheidsraad Verenigde Naties
Resolutie 1990 van de Veiligheidsraad van de Verenigde Naties werd unaniem door de VN-Veiligheidsraad aangenomen op 27 juni 2011.
Met de resolutie richtte de Veiligheidsraad een vredesmacht op in de door geweld geteisterde Soedanese regio Abyei.

## Achtergrond
Al in de jaren 1950 was het zwarte zuiden van Soedan in opstand gekomen tegen het overheersende Arabische noorden.
De vondst van aardolie in het zuiden maakte het conflict er enkel maar moeilijker op.
In 2002 kwam er een staakt-het-vuren en werden afspraken gemaakt over de verdeling van de olie-inkomsten.
Verschillende rebellengroepen waren hiermee niet tevreden en in 2003 ontstond het conflict in Darfur tussen deze rebellen en de door de regering gesteunde janjaweed-milities.
Die laatsten gingen over tot etnische zuiveringen en in de volgende jaren werden in Darfur grove mensenrechtenschendingen gepleegd waardoor miljoenen mensen op de vlucht sloegen.
In februari 2011 stemde een overgrote meerderheid van de inwoners van Zuid-Soedan in een referendum voor onafhankelijkheid.
De regio Abyei, die tussen Noord- en Zuid-Soedan lag, werd echter door beide partijen opgeëist, wat tot veel geweld leidde waardoor meer dan 100.000 inwoners op de vlucht sloegen.

## Inhoud

### Waarnemingen
Op 20 juni waren Soedan en de SPLM (rebellen) een tijdelijke regeling voor het bestuur van Abyei overeengekomen.
Men was echter diep bezorgd over de situatie in de regio en het geweld dat er tegen de bevolking werd gepleegd.
Beide partijen werden opgeroepen constructief te onderhandelen over een definitieve overeenkomst over Abyei.

### Handelingen
Voor een periode van zes maanden werd de Tijdelijke VN-Veiligheidsmacht voor Abyei of UNISFA opgericht.
Die vredesmacht mocht ten hoogste 4200 militairen en 50 agenten tellen en kreeg volgend mandaat mee:
a. Toezien op de demilitarisatie van de regio,
b. Deel uitmaken van de lokale organisaties waar relevant,
c. Meewerken aan de ontmijning van de regio,
d. Meewerken aan de levering van noodhulp,
e. De lokale politie versterken middels training en coördinatie van acties,
f. De olie-installaties in Abyei beveiligen waar nodig.
UNISFA werd voorts geautoriseerd om:
a. Haar personeel en materiaal te beschermen,
b. VN-personeel en -materiaal te beschermen,
c. De veiligheid en bewegingsvrijheid van VN- en humanitair personeel en de militaire waarnemers te verzekeren,
d. Burgers in direct gevaar te beschermen,
e. Abyei te beschermen tegen invallen van buitenaf,
f. De veiligheid in de regio te waarborgen.
De Secretaris-generaal van de Verenigde Naties werd gevraagd een Status of forces-akkoord te sluiten met Soedan.
Dat land werd tevens verzocht haar volle medewerking te verlenen aan de troepenmacht.

## Verwante resoluties
- Resolutie 1978 Veiligheidsraad Verenigde Naties
- Resolutie 1982 Veiligheidsraad Verenigde Naties
- Resolutie 1996 Veiligheidsraad Verenigde Naties
- Resolutie 1997 Veiligheidsraad Verenigde Naties

Lijst ·  1967 ·  1968 ·  1969 ·  1970 ·  1971 ·  1972 ·  1973 ·  1974 ·  1975 ·  1976 ·  1977 ·  1978 ·  1979 ·  1980 ·  1981 ·  1982 ·  1983 ·  1984 ·  1985 ·  1986 ·  1987 ·  1988 ·  1989 ·  1990 ·  1991 ·  1992 ·  1993 ·  1994 ·  1995 ·  1996 ·  1997 ·  1998 ·  1999 ·  2000 ·  2001 ·  2002 ·  2003 ·  2004 ·  2005 ·  2006 ·  2007 ·  2008 ·  2009 ·  2010 ·  2011 ·  2012 ·  2013 ·  2014 ·  2015 ·  2016 ·  2017 ·  2018 ·  2019 ·  2020 ·  2021 ·  2022 ·  2023 ·  2024 ·  2025 ·  2026 ·  2027 ·  2028 ·  2029 ·  2030 ·  2031 ·  2032